# 이자베우 굴라르
이자베우 굴라르(Izabel Goulart, 1984년 10월 23일 ~ )는 브라질의 모델, 배우이다. 이자베우는 2005년부터 2008년까지 빅토리아 시크릿 엔젤로서 활약했다.